# Agarak (Aragazotn)

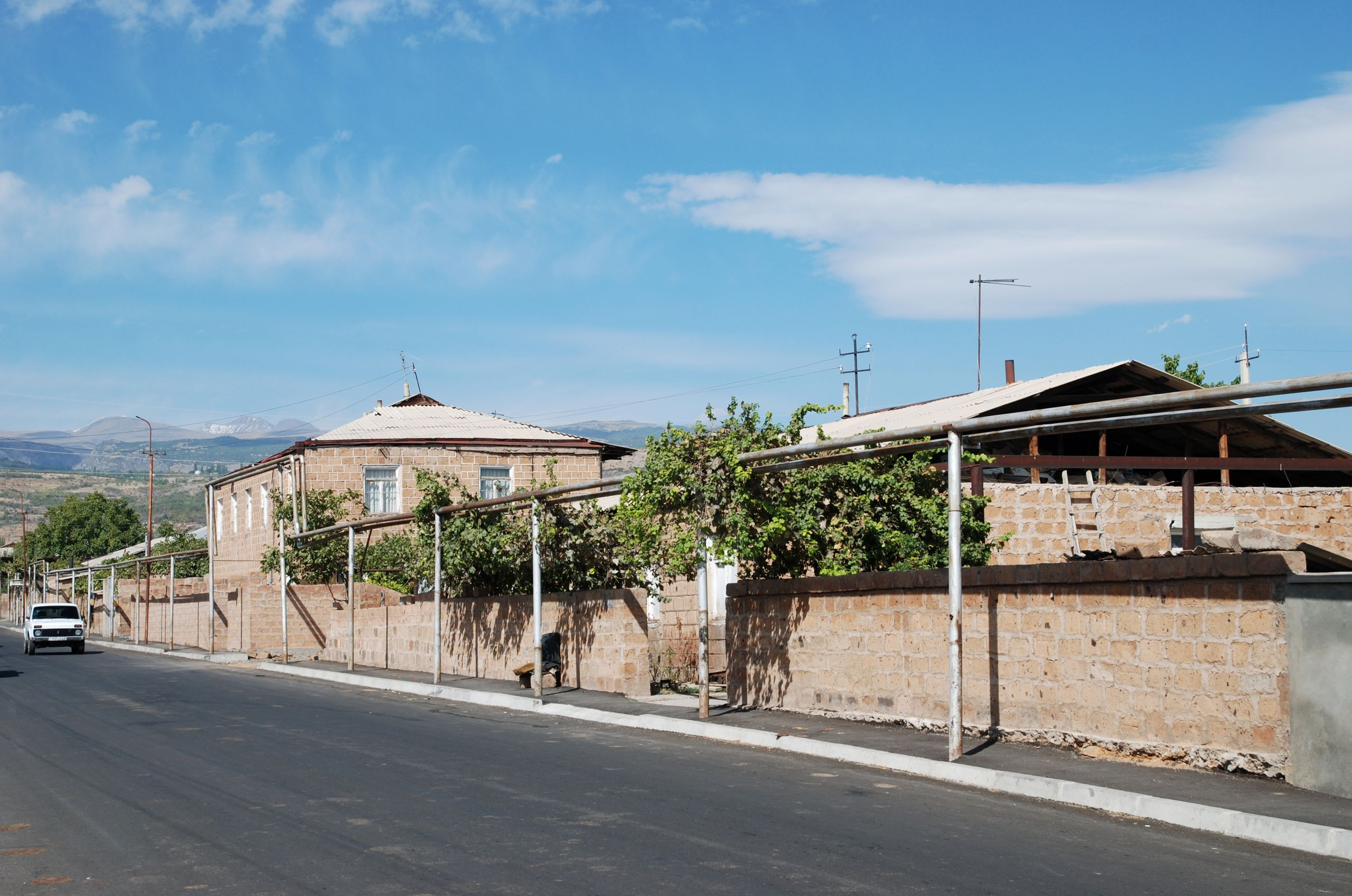
Hauptstraße in der Ortsmitte nach Norden Richtung Aragaz.

Agarak (armenisch Ագարակ) ist ein Dorf in der zentralarmenischen Provinz Aragazotn an den südlichen Ausläufern des Aragaz. Der 1919 gegründete Ort wurde neben einem frühbronzezeitlichen Kultzentrum und einer nachfolgenden urartäischen Siedlung aus der ersten Hälfte des 1. Jahrtausends v. Chr. angelegt. Eine der ältesten bekannten armenischen Kirchen des 5./6. Jahrhunderts blieb als Ruine in der Ortsmitte erhalten. Sie entstand durch Umbau einer arsakidischen Festung.

## Lage
Agarak liegt auf 1063 Metern Höhe am Übergang der südlichen Ausläufer des bis auf 4090 Meter ansteigenden, rund 27 Kilometer entfernten Aragaz in die weite Flussebene des Aras. Der Gebirgsbach Amberd fließt in einer Schlucht am Westrand des Ortes vorbei und mündet einige Kilometer südlich in den Kassagh. Genau in Richtung Süden zeigt sich der 5137 Meter hohe und rund 65 Kilometer entfernte Ararat im Armenischen Gebirge.
Von Jerewan sind es auf der Schnellstraße M1 nach Nordwesten 19 Kilometer zur Provinzhauptstadt Aschtarak und noch sieben Kilometer bis Agarak. Die Schnellstraße führt weiter am zehn Kilometer westlich gelegenen Dorf Kosch vorbei Richtung Gjumri. In Agarak zweigt eine Nebenstraße nach Süden ab, die sich nach zwei Kilometern in Voskevaz gabelt. Richtung Südwesten ist Etschmiadsin erreichbar, Richtung Südosten führt die H20 über das drei Kilometer entfernte Oschakan ebenfalls nach Etschmiadsin. Die Verlängerung der H20 von Agarak nach Norden an der Ostseite der Amberd-Schlucht hinauf durchquert die Kleinstadt Bjurakan und endet unterhalb des Aragaz-Südgipfels. Die hoch am Berg gelegene Festung Amberd kann von der H20 angefahren werden, während zum Ort Tegher mit dem gleichnamigen Kloster auf der Westseite der Schlucht nur eine Straße direkt von Agarak führt.

## Ortsbild
Das heutige Dorf wurde 1919 von Flüchtlingen aus Van und Bitlis gegründet. Bei der Volkszählung des Jahres 2001 betrug die offizielle Einwohnerzahl 1655. Nach der amtlichen Statistik lebten im Januar 2012 in Agarak 1978 Einwohner.
Das Ortszentrum befindet sich nördlich der Kreuzung der Schnellstraße mit der H20 (Tankstelle). Dort steht ein Denkmal eines abstrahierten Adlers mit einem Flügel aus den 1980er Jahren, das an den armenischen Aufstand von Van im Osmanischen Reich erinnern soll. In den durch Mauern zur Straße abgegrenzten Hausgärten des weitläufigen Haufendorfes gedeihen Obstbäume und Weintrauben, die kleinparzelligen Felder der Umgebung werden mit Getreide und Gemüse bebaut.

### Johanneskirche

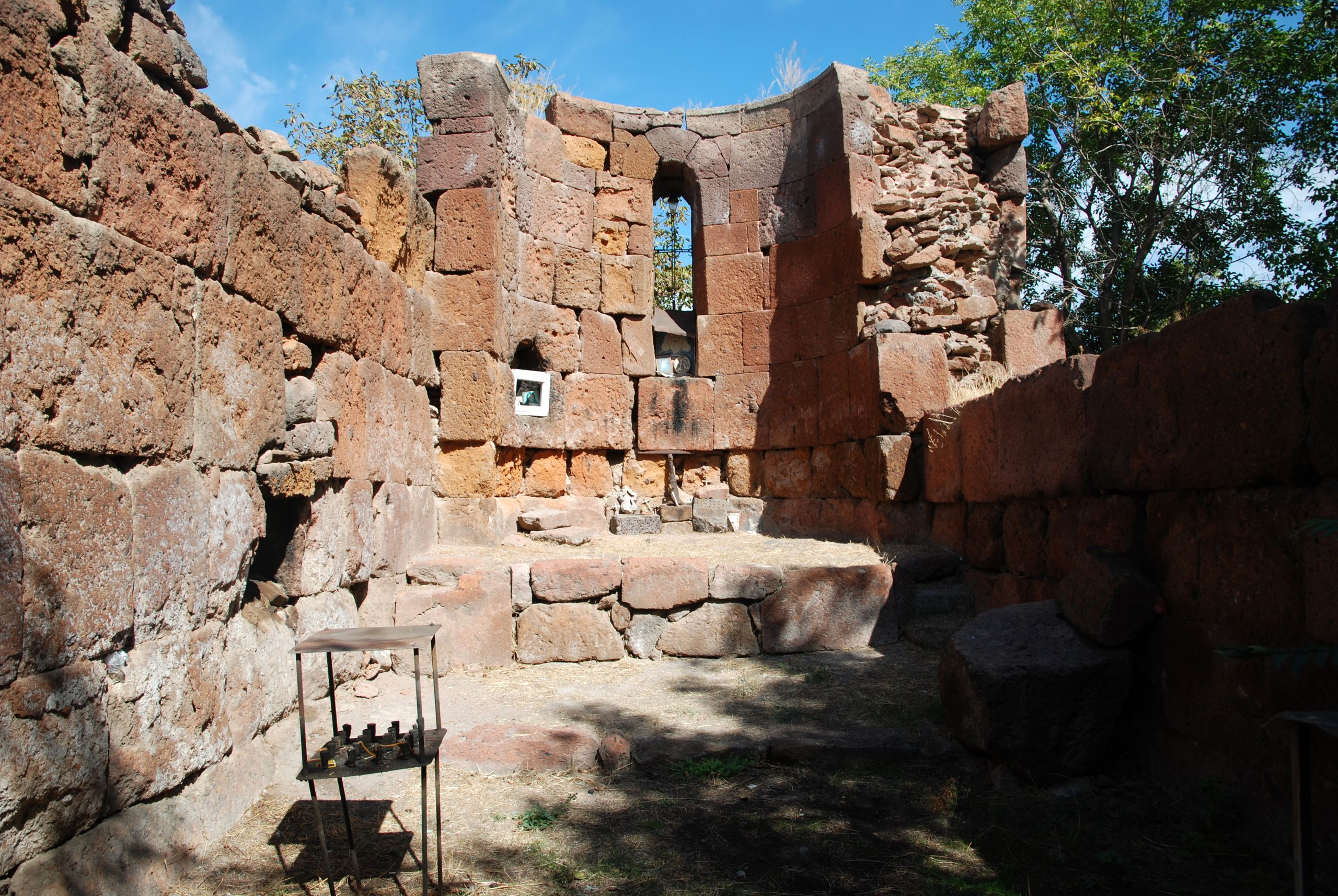
Altarapsis der Johanneskirche. Festungsartige Außenmauern

Etwa 500 Meter nördlich der Kreuzung verweist eine aus mächtigen Tuffsteinblöcken gemauerte Ruine auf die Lage einer Festung aus dem 4. Jahrhundert n. Chr. Sie diente der von 54 bis 428 herrschenden Dynastie der Arsakiden zum Schutz ihrer Königsgräber, deren Reste sich im Dorf Aghtsk (Dzorap) zwei Kilometer nordwestlich von Agarak am Rand der Amberd-Schlucht befinden. Die in den Fels gehauene unterirdische Grabkammer in Aghtsk soll nach einer Quelle aus dem 5. Jahrhundert vom sassanidischen König Schapur II. (reg. 325–379) zerstört worden sein. Zum Bau der Verteidigungsanlage in Agarak wurden offensichtlich Steinquader einer eisenzeitlichen Siedlung verwendet. Im 5. oder 6. Jahrhunderts entstand aus einem Teil des arsakidischen Gebäudekomplexes eine dem Apostel Johannes (Surb Hovhanes) geweihte Saalkirche. Die für eine derart kleine Kirche ungewöhnlich mächtigen, zweischaligen Mauern umschlossen einen langrechteckigen Raum, dessen Tonnengewölbe durch zwei Gurtbögen verstärkt war. Zur Verwendung als Kirche wurde an der östlichen Stirnseite eine hufeisenförmige Apsis mit einem erhöhten Bema (Podium) eingebaut. Nach Westen war das Gebäude durch einen allseitig geschlossenen rechteckigen Narthex in der Breite des Hauptschiffs verlängert. Dort befand sich der einzige Eingang. Drei Mauervorsprünge an beiden Längsseiten charakterisieren den Bau als Wehranlage.
Die Ruine wird im Volksglauben verehrt, ebenso wie eine 1999 wiederaufgebaute mittelalterliche Georgskapelle in einer nahegelegenen Nebenstraße, an deren Stelle sich ursprünglich ein Tukh-Manuk-Schrein befand.

## Archäologische Ausgrabungen

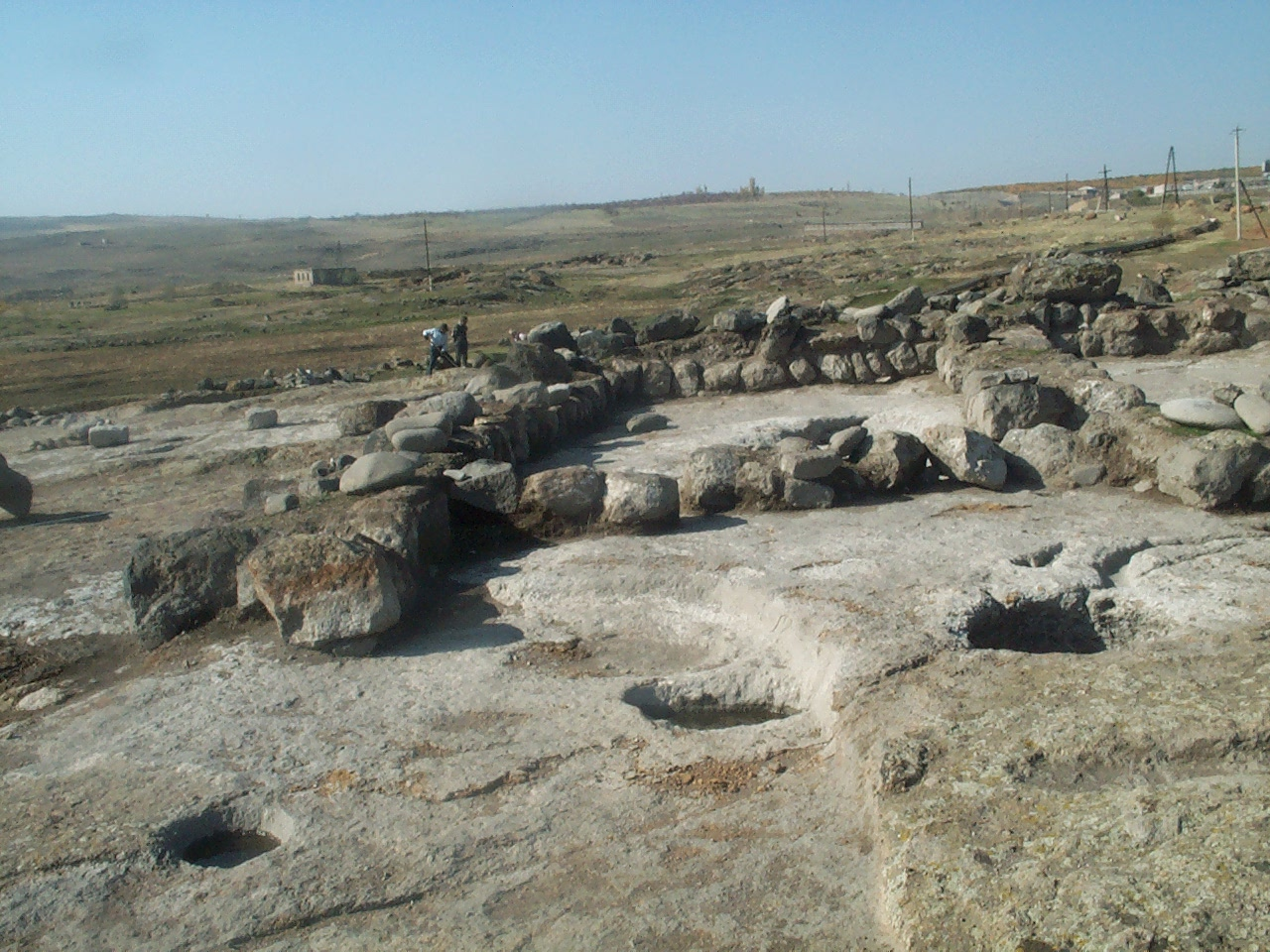
Frühbronzezeitliche Felsmulden für Opferhandlungen oder zur Weinproduktion.

Die Ausgrabungsstätte befindet sich südlich der Schnellstraße auf der Westseite der Amberd-Schlucht. Ein Erdweg führt vom Ortsschild nach Süden auf den Siedlungshügel, der zunächst an wellenartigen rotbraunen Felskanten zu erkennen ist, die möglicherweise aus dem weichen Tuffstein herausgeschlagen wurden und noch die Ritzzeichnung eines Widders enthalten. Falls die Datierung in die Frühe Bronzezeit (Agarak 1, ab 3400 v. Chr.) zutrifft, wäre dies die größte in jener Zeit von Menschenhand bearbeitete Steinformation im Kaukasus. Die Fundstelle des frühbronzezeitlichen Kultzentrums umfasst eine Fläche von 200 Hektar, davon wurden 118 Hektar zu einer Schutzzone erklärt. Zum Kultort auf dem Plateau gehören in den Fels eingetiefte rechteckige und runde Wannen, Felstreppen und Gänge, die hufeisenförmige Strukturen miteinander verbinden. Die Funktion der Felswannen ist so unklar wie der an diesem Ort praktizierte Kult. Spekuliert wird über Opferplätze oder Anlagen zur Weinproduktion, wobei der Gebrauch von Wein ebenso wie Tieropfer für Reinigungsrituale oder zur Huldigung an Götter gedient haben könnte.
Die Felsflächen kamen unter einer dünnen Erdschicht zum Vorschein. Ein 50 Zentimeter breiter Gang in der Felskante führt zu einer unterirdischen Grabkammer, in der ein vollständiges Skelett und Waffen gefunden wurden, die vermutlich aus urartäischer Zeit (erste Hälfte des 1. Jahrtausends v. Chr.) stammen. Aus dem Fels gehauene Trapezformen werden als Opferaltäre bezeichnet und mit einem ähnlichen Fund in Metsamor verglichen, einem ebenfalls bronzezeitlichen Ort, der als astronomisches Observatorium gedeutet wird. Im Nordwesten des Hügels fanden die Ausgräber eine Straße mit Häuserreihen auf beiden Seiten, deren Mauern innen rund und außen rechteckig waren. Die Wände der frühbronzezeitlichen Kulturschicht waren allgemein bis zu einem Meter dick und bestanden aus luftgetrockneten Lehmziegeln.
Die prähistorische Stätte von Agarak gilt wegen ihrer Größe als einzigartig in Armenien. Die auf die Bronzezeit folgenden Schichten waren gestört. Eine große Menge von Topfscherben und runden tragbaren Feuerstellen aus Ton werden der Kura-Araxes-Kultur des 29. bis 27. Jahrhunderts v. Chr. zugerechnet (Hauptfundort Schengavit). Die Fundstücke belegen eine durchgängige Besiedlung bis zum Ende der frühen Eisenzeit (9. Jahrhundert) und bis zum Untergang des Urartäischen Reichs im 6. Jahrhundert v. Chr. Ab dem 4. Jahrhundert v. Chr. gewann Agarak als städtisches Zentrum Bedeutung, das an einer durch das Aras-Tal führenden Handelsroute lag. Dies zeigen Münzfunde aus hellenistischer und römischer Zeit sowie Siegelringe in Gräbern aus der Spätantike. Einigen Topfscherben von Haushaltswaren zufolge war Agarak auch im hohen Mittelalter noch in einer dörflichen Größenordnung besiedelt. Sehr spärliche Reste gehören dem 17./18. Jahrhundert an.